# Jürgen Schröder
Jürgen Schröder, nemški veslač, * 6. marec 1940.
Schröder je za Nemčijo nastopil v osmercu na Poletnih olimpijskih igrah 1964 v Tokiu, kjer je nemški čoln osvojil srebrno medaljo.